# Río Tuluá
El río Tuluá es un río corto de la vertiente pacífica de Colombia, afluente del río Cauca.
La cuenca del Tuluá es sin lugar a dudas la cuenca más extensa que nace dentro de la vertiente del río Cauca en el departamento del Valle del Cauca, con sus 68 km de recorrido hasta su desembocadura en el río Cauca a la altura de la vereda Bocas de Tuluá, seguida de cerca de la cuenca del río Amaime con 65 km de recorrido.

## Geografía
La cuenca del río Tuluá se encuentra ubicada en el centro del departamento del Valle del Cauca, al occidente de la Cordillera Central (Colombia) y a la margen derecha del río Cauca, exactamente entre las coordenadas geográficas 902.500 – 954.700 Norte y 1.091.600 – 1.138.600 Este. El área total se estima en 915 km²; abarca parte de los municipios de Tuluá, Buga, San Pedro, Ginebra y El Cerrito.
El río Tuluá debe su nacimiento a las lagunas de Las Mellizas, La Rusia y Tres América a los 4.100 m s. n. m. en el páramo de las hermosas en el santuario de naturaleza parque nacional natural Las Hermosas, entre tanto el segundo río contribuyente dentro de esta cuenca el río Morales, nace en la región de Venus en el Municipio de Tuluá con una longitud de 26 km desde su nacimiento hasta su desembocadura en el sector de Bocas de Tuluá.

## Coberturas naturales del suelo
La cuenca del río Tuluá se pueden identificar los siguientes usos del suelo mutuamente excluyentes: cobertura en páramo, cobertura en bosque, áreas urbanas, pastizales y tierras arables. Las dos primeras son ecosistemas estratégicos que pueden considerarse como coberturas naturales donde prima la diversidad biológica entre otros atributos ambientales. Los usos del suelo determinados por la acción humana son las actividades agrícolas y de ganadería, y las aglomeraciones de asentamientos poblacionales. Además, otro recurso que define el territorio de análisis es el agua, representado por el río Tuluá y sus afluentes. En esta sección se hace una descripción preliminar de la cuenca, usando el suelo y agua como elementos básicos de la descripción. Existen otro recurso, el aire, pero los problemas asociados a este son localizados.

### Páramo

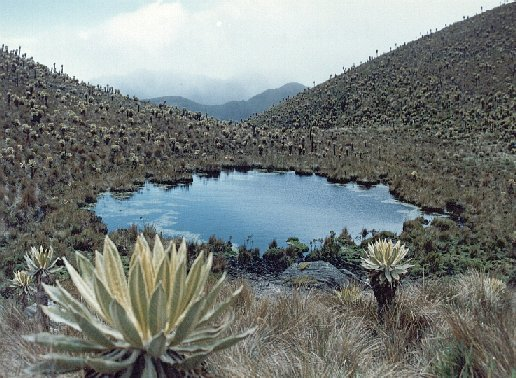
Laguna Las Mellizas, parque natural Las Hermosas

En la cuenca se encuentra una fracción del parque nacional natural Las Hermosas, una zona de protección cuyo objetivo es la conservación del ecosistema de tipo páramo, en las jurisdicciones de los departamentos del Valle del Cauca y Tolima. El objetivo del parque es mantener los hábitats naturales para las especies de flora y fauna en el páramo y el bosque andino dentro del parque y a la vez, conservar el complejo de lagunas por su importancia en la oferta de bienes y servicios ambientales. El parque cuenta con 125 000 hectáreas, donde la mayor parte se ubica en Tolima, 100 770 hectáreas, aproximadamente el 81 %, el resto del parque lo comparten los municipios del Valle del Cauca: Pradera, Palmira, El Cerrito, Buga y Tuluá, estos dos últimos tienen 10 907 y 221 hectáreas del parque y gran parte de esta área se encuentra en la cuenca del río Tuluá.

### Bosque andino y subandino
Los bosques andinos se encuentran en alturas que van, regularmente, de los 2500 m hasta los 3400 m. Las precipitaciones se estiman entre 900 y 1000 mm., mientras las temperaturas promedio fluctúan en un rango entre los 6 y 15 °C. La parte baja del bosque está integrada por árboles altos de hasta 35 m., a medida que se asciende las especies de árboles son más bajos, con alturas máximas de 15 m. La vegetación también la componen epífitas, musgos y líquenes, que retienen gran cantidad de agua. El bosque andino cumple varias funciones, entre las que se destacan la regulación del agua, protección del suelo, hábitats de fauna, etc. Sin embargo, se estima que en Colombia solo se mantiene el 31% de la cobertura original. Este bosque ha sufrido un proceso de conversión a potreros, áreas de cultivos y asentamientos de humanos (citado por CVC 2000b), proceso que también se ha experimentado en la cuenca.
Por otro lado el bosque subandino se ubica entre los 1200 y 2500 m s. n. m., en la zona media de la cuenca, con temperaturas promedio en el rango de 16 y 23 °C, y precipitaciones entre un mínimo de 1000 mm. hasta un máximo de 1800 mm. Es junto con el anterior ecosistema uno de los más intervenidos por actividades humanas que han reducido y fragmentado ostensiblemente las coberturas de este tipo de bosque. En el suelo natural de este bosque dentro de la cuenca predomina ahora la ganadería extensiva.

### Bosque seco tropical y humedales asociados

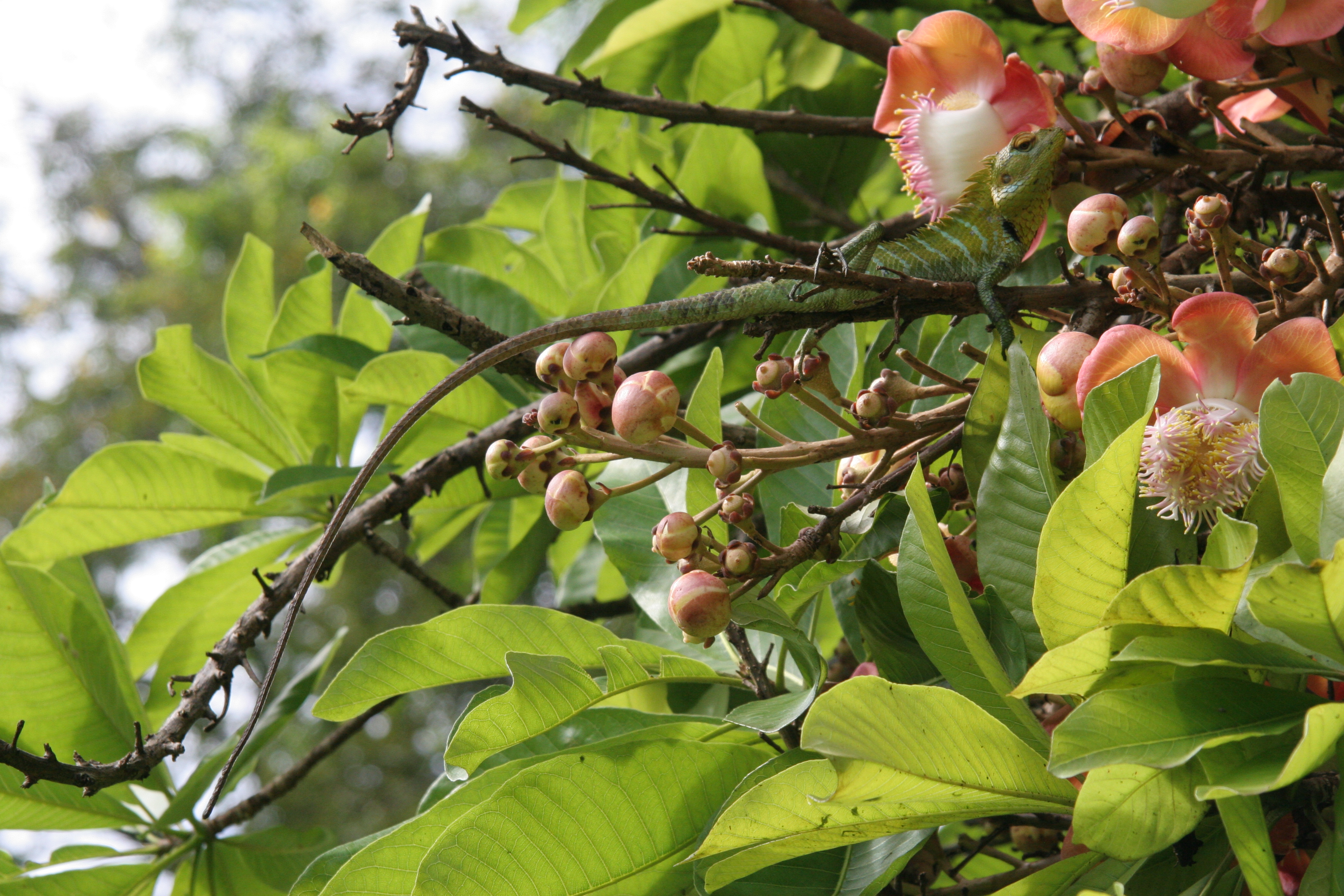
La Iguana del color de la vegetación de su entorno, uno de los reptiles más comunes en el área.

El bosque seco tropical se ubica en el valle geográfico, entre 900 y 1200 m s. n. m., la temperatura es relativamente estable con un promedio 24 °C. Presenta una cobertura vegetal con árboles de alturas de hasta 35 m. Históricamente el valle geográfico del río Cauca contó con abundante cobertura de árboles (chiminangos, caracolí, arrayan, etc.) y también una diversa avifauna, pero en los años sesenta este bosque estaba completamente intervenido y en la actualidad se limita a 15 remantes entre una y diez hectáreas, donde ninguno de los más relevantes se encuentra en la cuenca del río Tuluá. Entre las causas de la eliminación de este ecosistema se encuentran la ocupación del suelo en actividades agrícolas, en la agroindustria y en el desarrollo urbano.
Asociado al bosque tropical en el valle geográfico se encuentran los humedales. En todo el valle la CVC (Corporación Autónoma Regional) estima que entre 1957 y 1986 se pasó de contar con 10.049 a 2.795 hectáreas, representando una pérdida del 72%. A estos ecosistemas se les ha reconocido valores ecológicos, sociales y paisajísticos. Colombia se encuentra comprometida internacionalmente a proteger los humedales puesto que adoptó como ley nacional la Convención de Ramsar. En la cuenca se encuentra localizado el Humedal Bocas de Tuluá, con 19.7 hectáreas de las cuales la mayoría se ocupa en pastizales y en cultivos transitorios. En el 2003, la CVC encarga a la Fundación Natura la formulación y ejecución de un plan de manejo de este humedal.

### Formaciones sub-xerofíticas

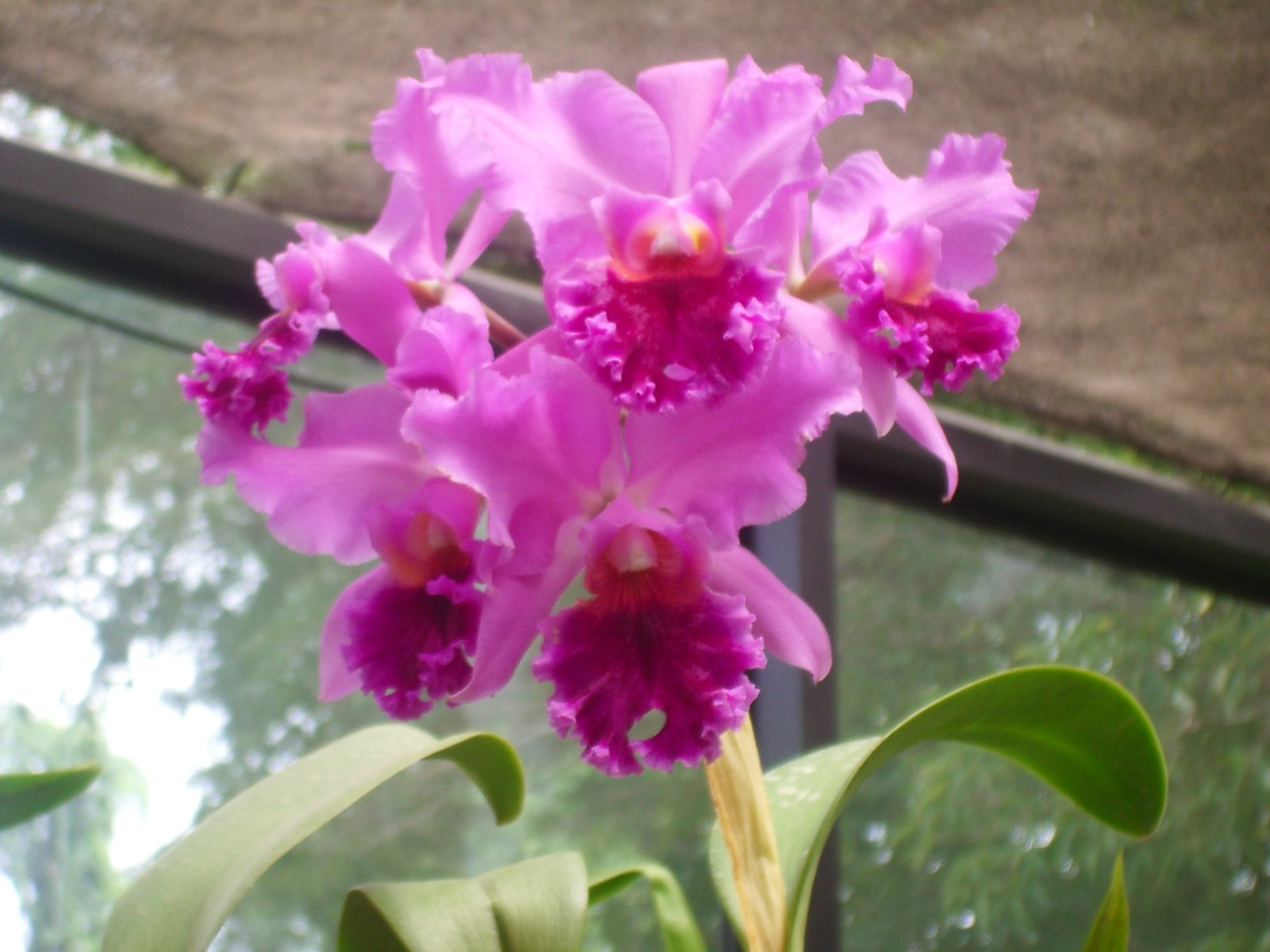
Orquídeas en Tuluá.

Las formaciones sub-xerofíticas son ecosistemas no se encuentran en una altura específica, dependen de condiciones climáticas particulares y localizadas. Sin embargo, su característica primordial es que cuenta con periodos prologados de sequía, de hasta seis meses; bajo estas condiciones prolifera vegetación de pastos y arbustos de hojas pequeñas, duras y de espinas, como cardo, cabuya, orquídea, bromelia, entre otros. De otro lado, la fauna de estos sistemas es reducida, destacándose las guacharacas, lagartijas, Pava Cariazul, entre otros. En la cuenca la formación se encuentra en los cañones del río Tuluá, en las zonas de Los Bancos, playa del Buey y área de Jícaramata (CVC, 2000b).

## Conformación de la cuenca
Los principales ríos, quebradas y lagunas que nacen en la cuenca Tuluá Morales, son los siguientes:
| - Río Cofre - Río San Marcos - Río Loro - Río Rosario | - Quebrada Nápoles - Quebrada Naranjal - Quebrada Mellizas - Quebrada La Torre - Quebrada Peñal - Quebrada Minas - Quebrada La Esperanza - Quebrada Yeguas | - Quebrada Bosconia - Quebrada La Profunda - Quebrada La Suiza - Quebrada La Sirena - Quebrada Las Nieves - Cañada Las Nieves - Quebrada Guayabal - Quebrada Cartago | - Quebrada La Meseta - Quebrada Chupadero - Quebrada La Ventura o Sonora - Quebrada Las Hermosas - Quebrada Palermo - Laguna Tres Américas - Laguna Espejo Alto - Laguna La Azarosa | - Laguna Las Patas - Laguna La Rusia - Laguna Las Mellizas - Laguna Cañarte - Laguna Tres Estrellas - Laguna El Vampiro - Laguna Las Esmeraldas |